# Rodzina Nalazków

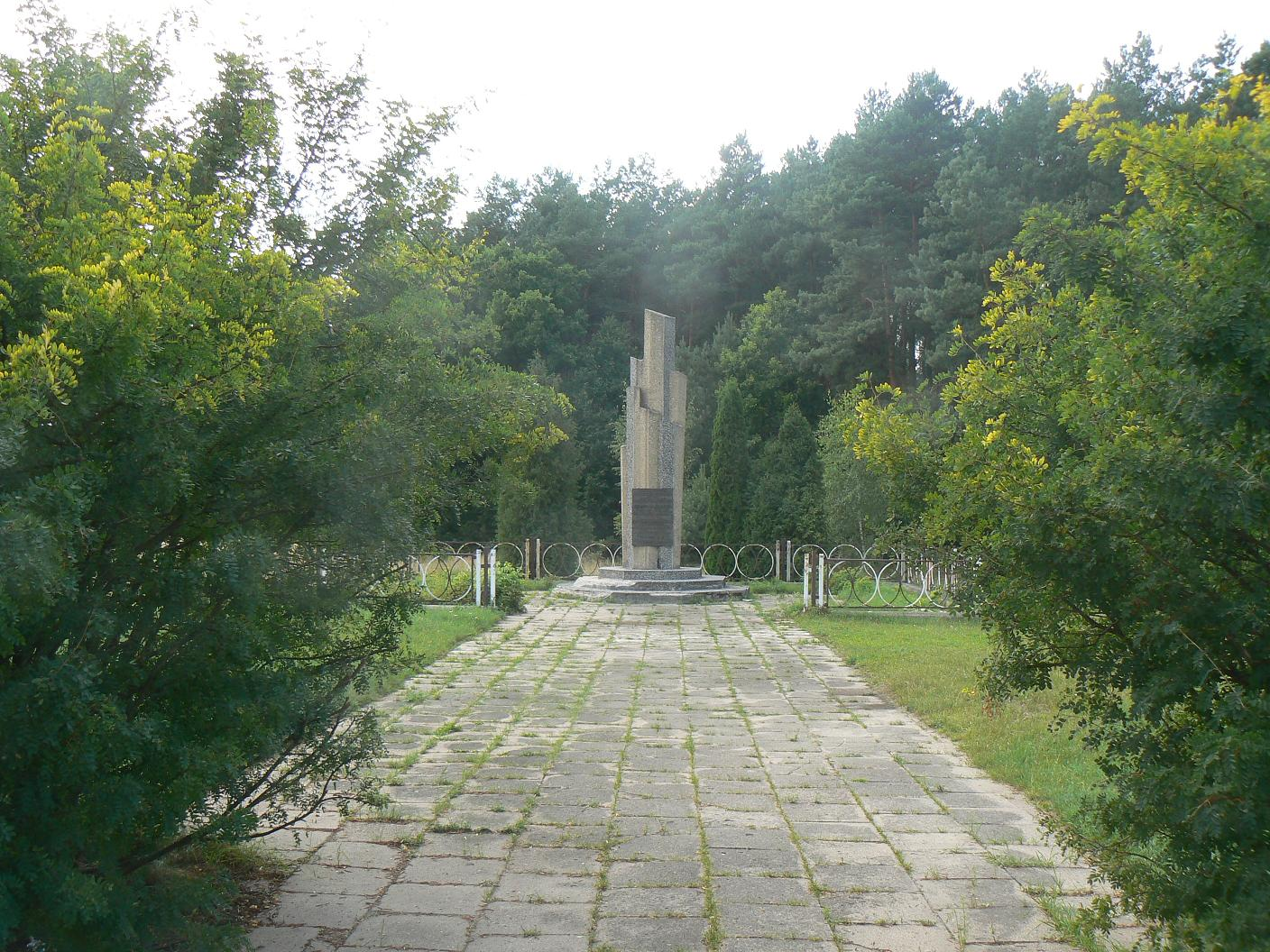
Pomnik rodziny Nalazków w miejscowości Gliniak koło Mińska Mazowieckiego

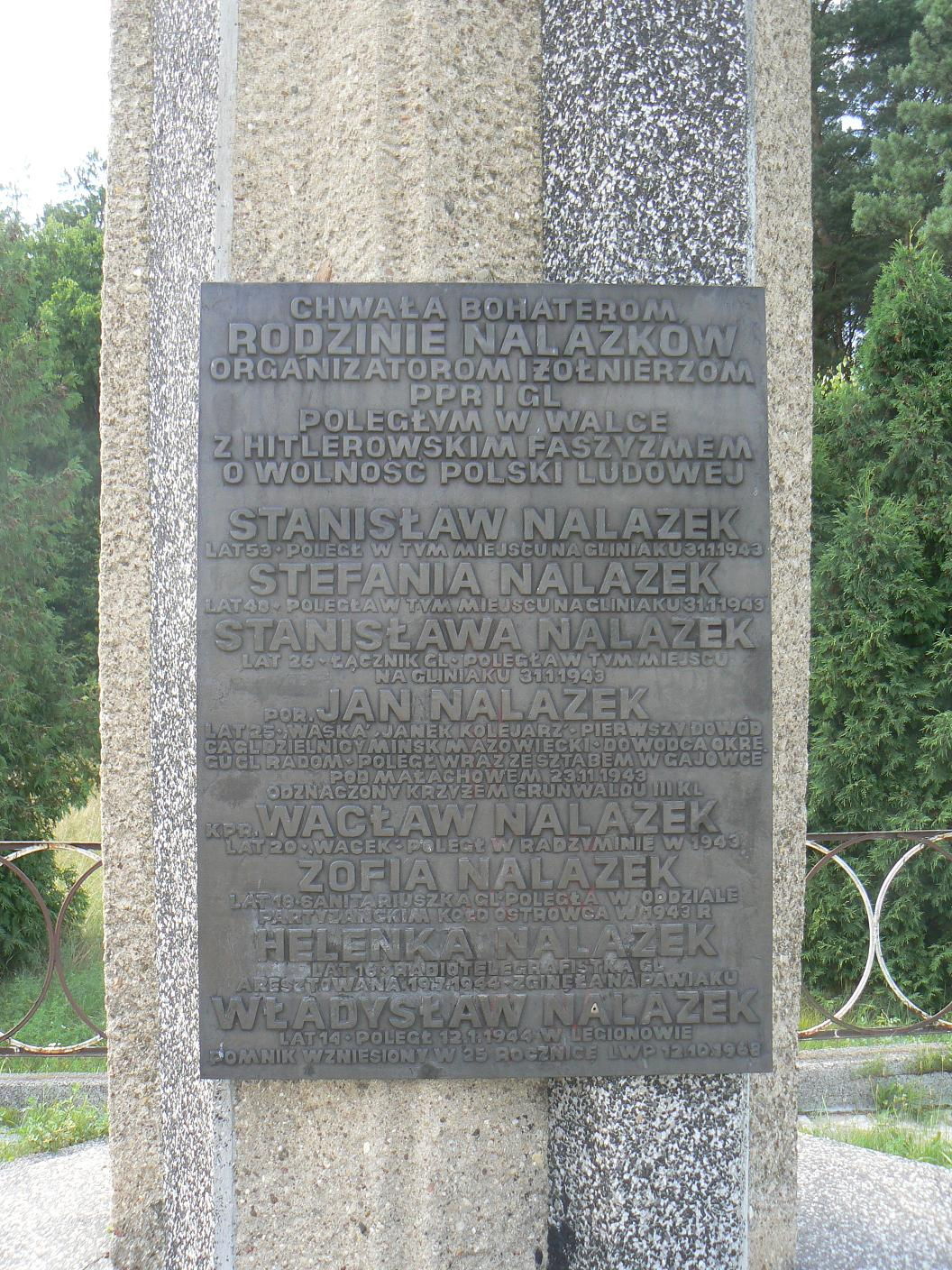
Tablica na pomniku w miejscowości Gliniak

Rodzina Nalazków – rodzina działaczy polskiego antyhitlerowskiego ruch oporu, członków Polskiej Partii Robotniczej oraz bojowników Gwardii i Armii Ludowej. Jej członkowie zginęli w różnych okolicznościach z rąk hitlerowców w czasie II wojny światowej.

## Historia członków rodziny

### Rodzice
Stanisław Nalazek (ur. 18 grudnia 1890, zm. 31 stycznia 1943) – urodził się we wsi Gliniak w rodzinie chłopskiej. W 1924 wyemigrował do Francji znajdując zatrudnienie jako górnik, wstąpił także do tamtejszej Partii Komunistycznej. Po powrocie do Polski pracował w fabryce Rudzkiego w Mińsku Mazowieckim działając jednocześnie w Komunistycznej Partii Polski. Na początku 1942 wstąpił do Polskiej Partii Robotniczej tworząc w swoim domu punkt kontaktowy, magazyn broni i miejsce rozdziału pracy konspiracyjnej przywożonej z Warszawy. Zginął wraz z żoną i najstarszą córką w czasie obławy na dom rodzinny.
Stefania Nalazek z domu Górnicka (ur. 1895, zm. 31 stycznia 1943) – żona Stanisława Nalazka i gospodyni domowa, wychowała sześcioro dzieci. Na początku 1942 wstąpiła do PPR organizując z mężem w domu lokal konspiracyjny, odbyło się w nim także zebranie, podczas którego powołano do życia Komitet Powiatowy partii. Zginęła wraz z mężem i najstarszą córką w czasie obławy na dom rodzinny.

### Dzieci
Stanisława Nalazek (ur. 1917, zm. 31 stycznia 1943) – najstarsza z rodzeństwa, przed wojną działała w Czerwonym Harcerstwie i Organizacji Młodzieży Towarzystwa Uniwersytetu Robotniczego. Na początku 1942 wstąpiła w szeregi PPR. Służyła także jako łączniczka Gwardii Ludowej. Razem z rodzicami straciła życie w czasie obławy na ich dom rodzinny.
Jan Nalazek (ur. 1 grudnia 1918, zm. 23 listopada 1943) – podporucznik GL. Przed wojną działacz Czerwonego Harcerstwa, OM TUR i Komunistycznego Związku Młodzieży Polski. W 1941 walczył w szeregach Armii Czerwonej a po ucieczce z niewoli wstąpił w rodzinnych stronach do PPR (należał do KP). Jako członek sztabu Okręgu GL Warszawa-Prawa Podmiejska organizował grupy wypadowe i oddziały leśne w rejonie Mińska Mazowieckiego. Udało mu się przeżyć obławę na rodzinny dom oraz na swój oddział pod wsią Słup. W czerwcu 1943 mianowany komendantem Okręgu GL Radom, w którym nasilił działania partyzanckie i sabotażowe. Poległ w obławie na gajówkę Małachów pod Przepaścią, gdzie mieścił się sztab okręgowy.
Zofia Nalazek (ur. 1921/1925, zm. 10 lutego 1943) – działaczka PPR, razem z resztą rodzeństwa zdołała uciec z okrążanego rodzinnego domu. Służyła jako sanitariuszka w oddziale GL dowodzonym przez brata Jana. W czasie obławy pod Słupem została ranna, a następnie zamordowana przez Feldgendarmerie.
Wacław Nalazek (ur. 1923, zm. 5 sierpnia 1943) – kapral GL. Działacz PPR, po ucieczce z okrążonego domu razem z bratem i siostrą działał w rejonie podwarszawskim, ocalał także z obławy na oddział pod Słupem. Zajmował później stanowisko instruktora Dzielnicy GL Marki. Zginął podczas próby ucieczki z posterunku żandarmerii w Radzyminie.
Helena Nalazek (ur. 1929, zm. sierpień 1944) – łączniczka i kolporterka prasy PPR i GL, po śmierci rodziców z powodu młodego wieku zaopiekowało się nią i młodszym bratem kierownictwo partii. Zamieszkała razem z nim u rodziny Skonieckich w Legionowie, gdzie przebywała do czasu wysłania na kursu radiotelegraficzny, po jego ukończeniu obsługiwała radiostację Armii Ludowej w podwarszawskim Michalinie. Aresztowana przez Gestapo 15 lub 19 lipca 1944 w Aninie została stracona w jednej z ostatnich egzekucji na Pawiaku.
Władysław Nalazek (ur. 1930, zm. 12 stycznia 1944) – najmłodszy członek rodziny Nalazków. Po śmierci rodziców ze względu na bardzo młody wiek oddany pod opiekę legionowskiej rodziny Skonieckich. Zginął razem z opiekunami w czasie obławy na ich dom.

## Upamiętnienie
W latach 60. XX wieku w rodzinnej wsi Nalazków Gliniak wzniesiono pomnik upamiętniający ośmioosobową rodzinę partyzantów i konspiratorów.
Imię rodziny Nalazków do 2017 nosiły ulice w Elblągu (obecnie ul. gen. Józefa Wybickiego) i w Mińsku Mazowieckim (obecnie ul. Szkolna), a także w Rybniku (obecnie ul. Mariana Rejewskiego). Imieniem Nalazków nazwano również Podoficerską Szkołę Zawodową, następnie Ośrodek Szkolenia Wojsk Lądowych w Elblągu istniejące w latach 1960–1993.